# Canta Sanremo
Canta Sanremo è una raccolta del cantante italiano Al Bano, la seconda dedicata alle canzoni che hanno fatto la storia del  Festival di Sanremo. È stato pubblicato in Italia nel 2013 in occasione della partecipazione di Al Bano a Festival di Sanremo 2013. Contiene sette canzoni tratte dal suo repertorio e sette cover di brani presentati al Festival in passato da altri cantanti italiani.

## Tracce
1. Come sinfonia (Pino Donaggio)
2. Piove (Domenico Modugno, Dino Verde)
3. In controluce (Al Bano, Paolo Limiti)
4. Con te partirò (Lucio Quarantotto, Francesco Sartori)
5. Come saprei (Adelio Cogliati, Eros Ramazzotti, Giorgia Todrani, Vladimiro Tosetto)
6. Amanda è libera (Fabrizio Berlincioni, Al Bano, Alterisio Paoletti)
7. Cambiare (Alex Baroni, Massimo Calabrese, Marco Rinalduzzi, Marco D'Angelo)
8. 13, storia d'oggi  (Al Bano, Vito Pallavicini)
9. Nel perdono (Renato Zero, Vincenzo Incenzo, Alterisio Paoletti, Yari Carrisi)
10. Perdere l'amore (Giampiero Artegiani, Marcello Marrocchi)
11. È la mia vita (Maurizio Fabrizio, Pino Marino)
12. L'amore è sempre amore (Maurizio Fabrizio, Guido Morra)
13. Volare (Domenico Modugno, Franco Migliacci)
14. Felicità (Cristiano Minellono, Dario Farina, Gino De Stefani)

## Formazione
- Al Bano - voce
- Giulio Rocca - batteria
- Adriano Martino - chitarra
- Paolo Costa - basso
- Lele Melotti - batteria
- Giovanni Francesca - chitarra
- Maurizio Dei Lazzaretti - batteria
- Yari Carrisi - chitarra
- Roberto Gallinelli - basso
- Danilo Minotti - chitarra
- Fontaine Burnett - basso
- Mickey Meinert - chitarra